# Santo Tomás (Velázquez)
El apóstol Santo Tomás del Museo de Bellas Artes de Orleans es un óleo atribuido a Velázquez, perteneciente a su primera etapa y pintado en Sevilla entre 1618 y 1620.

## Historia del cuadro
En el Museo de Orleans al menos desde 1843, donde se atribuía a Murillo, en 1925 Manuel Gómez-Moreno lo publicó como obra de Velázquez y en relación con el San Pablo del Museo Nacional de Arte de Cataluña, con una inscripción semejante en la parte superior, como restos de un posible apostolado al que también podría haber pertenecido la Cabeza de apóstol del Museo del Prado. Aunque no haya sido posible establecer una relación directa con este cuadro, del que se ignora la procedencia hasta su incorporación al museo, se han recordado a este respecto una serie de apóstoles mencionados por Antonio Ponz en su Viaje de España de 1772, localizados en una pieza contigua a la celda prioral de la Cartuja de las Cuevas en Sevilla, donde se atribuían al pintor.

## Descripción del cuadro
El santo aparece de riguroso perfil, lo que dificulta la posibilidad apuntada de que hubiese formado serie con el San Pablo de Barcelona en posición casi frontal, envuelto en un pesado manto castaño anaranjado surcado por profundos pliegues. Julián Gállego destacó la calidad de las manos, estudiadas del natural, con las que sujeta en la derecha un libro abierto encuadernado en pergamino y en la izquierda una pica o lanza que lleva al hombro. El modelo es el mismo del San Juan en Patmos y quizá el del estudio de Cabeza de perfil del Museo del Hermitage que aparece en los almuerzos de San Petersburgo y Budapest: joven, con barba incipiente y pómulos marcados, si acaso más consumido aquí para subrayar el carácter ascético. La iluminación intensa, dirigida desde la izquierda, ha llevado a que se recuerde con frecuencia a propósito de este cuadro el naturalismo caravaggista y su sistema de iluminación tenebrista.
Su identificación como el apóstol santo Tomás, habitualmente representado con una escuadra, es posible además de por la inscripción que lleva en la parte superior («S. TOMAS.»), por la pica, atributo no infrecuente y del que se vale también El Greco en alguno de sus apostolados, ya sea la lanza de Longinos, evocando de este modo sus dudas sobre la Resurrección de Jesús resueltas al meter su mano en el costado de Cristo, o el atributo de su martirio, pues según san Isidoro murió alanceado.